# KV9
KV9 es una tumba egipcia del llamado Valle de los Reyes, situado en la orilla oeste del Nilo, a la altura de la moderna ciudad de Luxor. Es uno de los pocos sepulcros del valle que fue utilizado por dos monarcas: Ramsés V y Ramsés VI, ambos pertenecientes a los mediados de la dinastía XX.

## Marco histórico
El cuarto rey de la dinastía XX, coronado con el nombre de Usermaatra-Sejeperenra Ramsés-Amenherjepeshef-Meriamón, y conocido usualmente como Ramsés V, es poco conocido, y en sus apenas cuatro años de reinado (de 1147 a 1143 a. C., aproximadamente) no hizo ninguna cosa digna de renombre. Fueron años vacíos, en los que Egipto marchó a la deriva y en los que la situación siguió empeorando. El país había perdido ya hacía tiempo su imperio, y la pobreza unida a las sequías y a la hambruna estaban destrozando el lugar. La división del país y la falta de voluntad de los faraones no hacían más que empeorarlo todo.

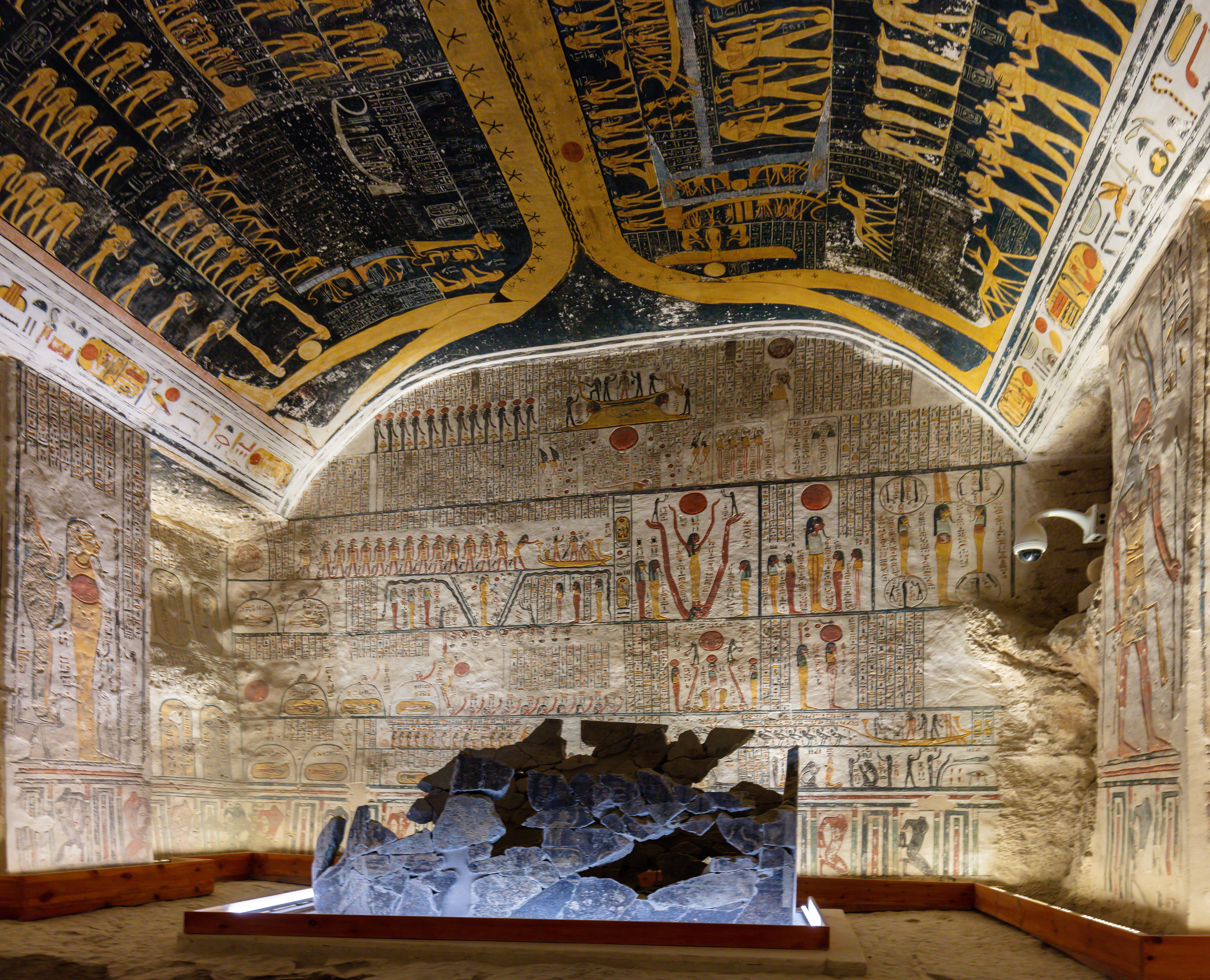
Tumba de Ramsés VI.

Cuando Ramsés V pasó a engrosar la lista de reyes fallecidos, sin pena ni gloria, fue sucedido por su tío, uno de los hijos menores del gran Ramsés III. Llamado Nebmaatra-Meriamón Ramsés-Amenherjepeshef-Neterheqaiunu, el nuevo Ramsés VI gobernó siete años más, en los que hizo el mismo papel nulo que su antecesor en el trono. Sin embargo, sorprende el empeño de este faraón por declarar su origen y por suplantar en numerosos monumentos a los anteriores reyes. Incluso llegaría a usurpar la tumba en un principio destinada a Ramsés V, como se puede apreciar en este artículo.

## Situación
KV9 está situada en un lugar privilegiado, muy cerca de la parte central del Valle de los Reyes, en un lugar donde la roca es excelente y la densidad de tumbas aumenta. Incluso se halla prácticamente en la misma vertical que la famosa KV62, la tumba de Tutankamón. Su entrada está inmediatamente al norte de la de KV10 y está dispuesta casi paralelamente, pero más al sur, que KV8.
El diseño de la tumba es muy completo, y es de los últimos sepulcros del Valle completamente finalizado, y además con un óptimo resultado. El perfil del lugar es muy simple, con una total ausencia de cámaras anexas y el eje recto que presentan todas las tumbas posteriores al reinado de Ramsés II. El conjunto es el de una tumba sin grandes pretensiones arquitectónicas, que pudo ser acabada sin grandes problemas gracias al hecho de haber sido comenzada por el anterior monarca, sin grandes prisas.
Tras el tradicional pasillo de entrada (A) y los tres corredores con una escasa inclinación descendente (B, C, D), entramos en una sala en la que debería existir el pozo funerario (E), pero cuya construcción ya no se realizaba: la presencia del pozo era tan sólo ritual, como en el resto de tumbas de la dinastía XX. Tras este especial lugar, encontramos la sala de los pilares (F), con una rampa descendente que lleva a dos pasillos inferiores (G, H) y la antecámara (I). Finalmente, llegamos a la cámara sepulcral (J), no demasiado grande, que comunica con una pequeña cámara (K) quizás destinada a albergar los vasos canopes. Como se puede ver por la descripción, la planta de KV9 representa a la perfección el modelo estándar de la planta de una tumba real ramésida.

## Decoración

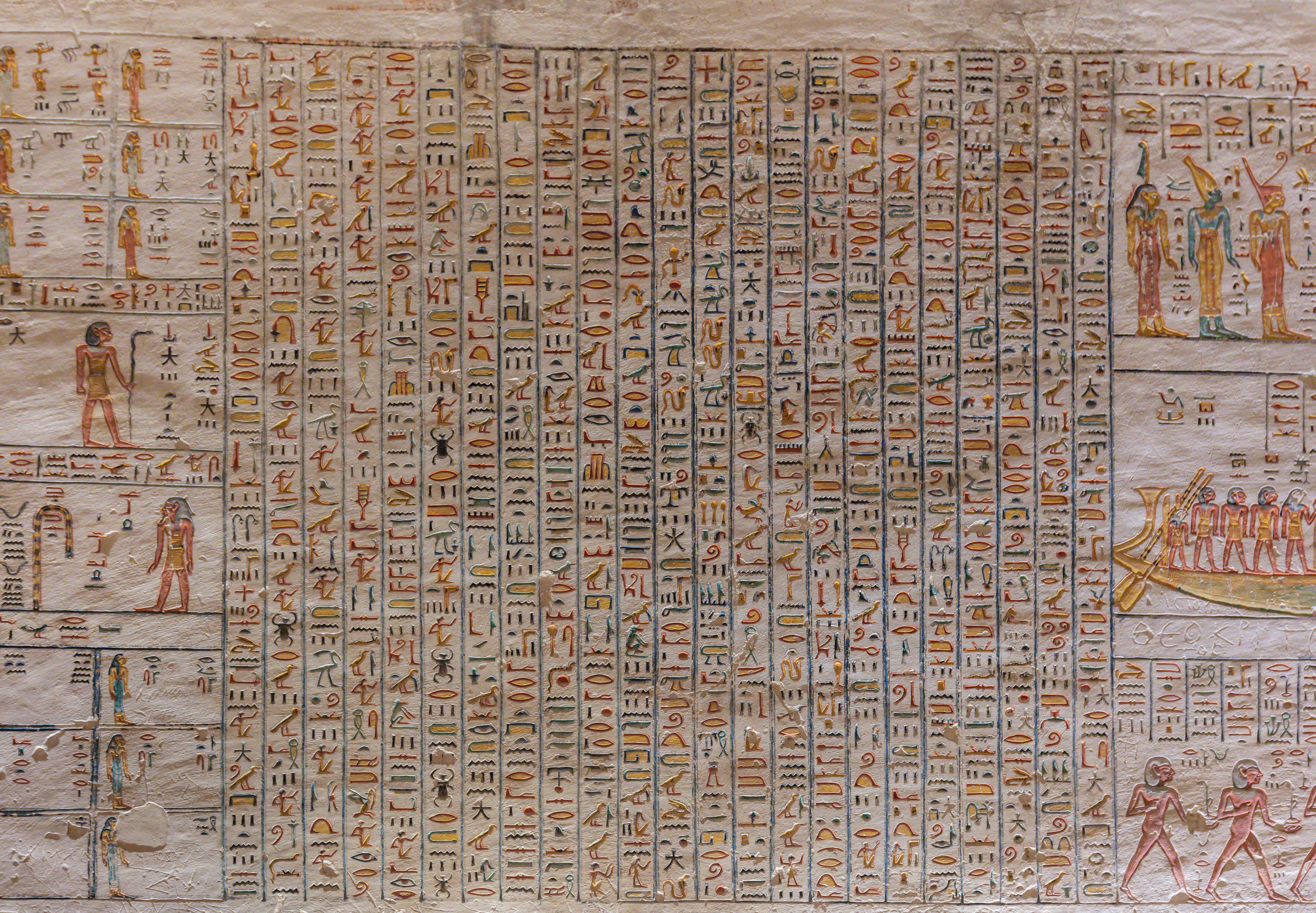
Jeroglíficos en KV9.

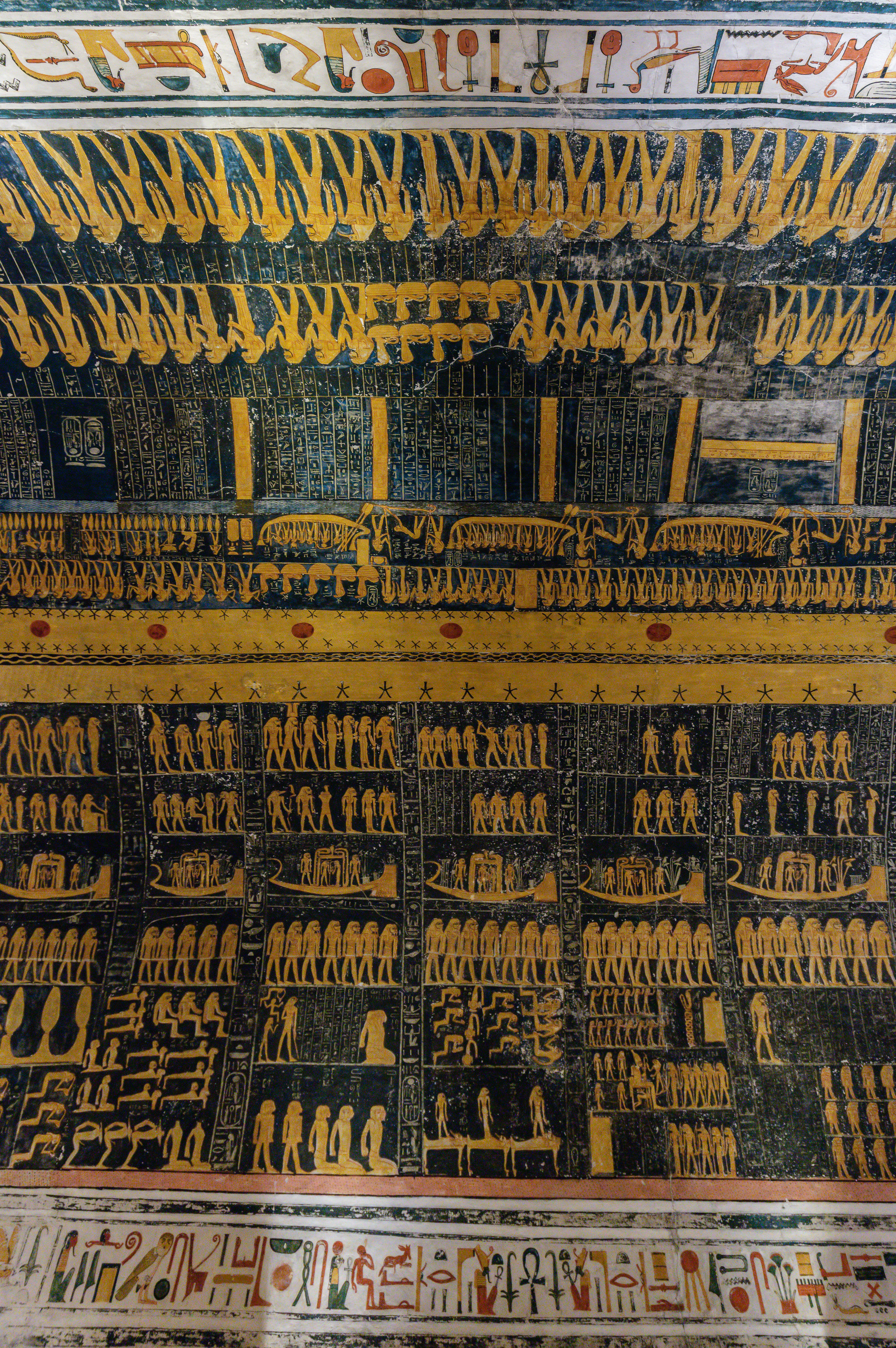
Techo de la cámara.

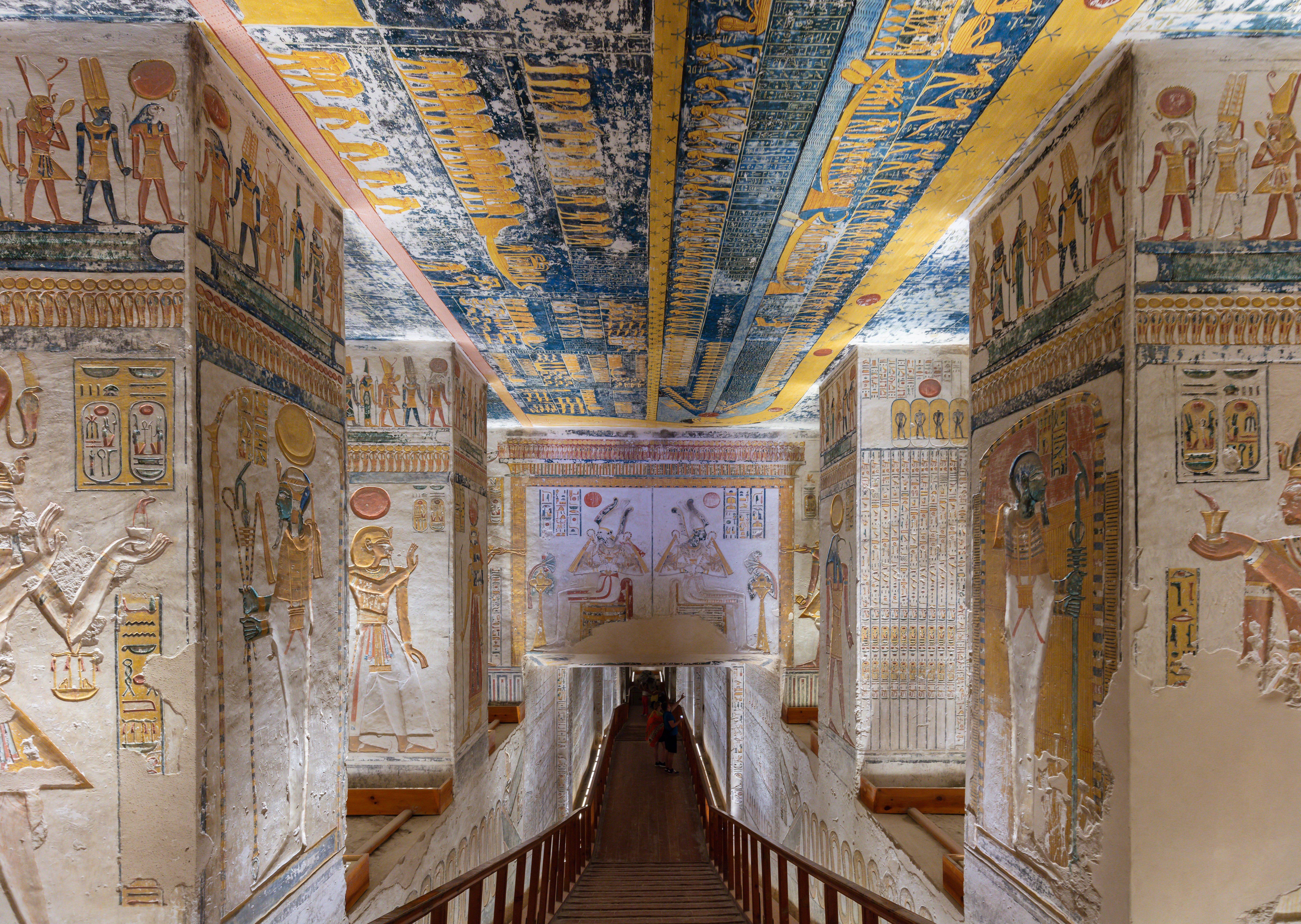
Cámara de los pilares.

La tumba de Ramsés VI puede presumir de ser una de las mejores conservadas dentro del Valle de los Reyes. Pese a haber sufrido alguna inundación, el estado de sus pinturas es bueno, y los frescos y la propia estructura del lugar no han sido seriamente dañadas. No obstante, la calidad del trabajo de los constructores de tumbas no es tan buena como la de otros sepulcros, y su belleza está lejos de emular la alcanzada años atrás.
El programa decorativo es algo diferente al usado por los monarcas anteriores e incluye por primera vez el texto funerario del Imperio Nuevo más tardío en sus paredes: el Libro de la Tierra. Además, se nota una particular preponderancia del dios Ra en contra del que más escenas suele acaparar en estas ocasiones, Osiris.
- Mientras que la entrada carece de decoración, la puerta al pasillo B incluye el esperado disco solar alado flanqueado de las diosas Isis y Neftis. Se observa que los cartuchos de Ramsés V fueron borrados y sustituidos por los de Ramsés VI.

- El resto del corredor B muestra partes del Libro de las Cavernas y del Libro de las Puertas, así como escenas astronómicas en el techo. A cada lado aparecía una figura de Ramsés V junto a Ra-Horajti y Osiris, pero la de la izquierda fue usurpada por Ramsés VI. En el siguiente corredor, C, continúan los mismos textos funerarios que en B, pero en este lugar la totalidad de menciones a Ramsés V han sido sustituidas por Ramsés VI. En el último de los pasillos superiores, D, se siguen los textos de los anteriores corredores, aunque incluye fragmentos del Libro de los Cielos, con las correspondientes imágenes de la diosa Nut.

- La habitación del "pozo" (E) está íntegramente cubierto de escenas de los libros antes utilizados, los de las Puertas, las Cavernas y los Cielos. Al igual que en los pasillos antes descritos, las pinturas han sido dañadas por una inundación, pero son perfectamente legibles, y su estado de conservación no es tan malo como el de otras tumbas que sufrieron el mismo suceso.

- A partir de la cámara de los pilares la decoración data ya del reinado de Ramsés VI, y no vuelve a haber rastro de usurpación al anterior rey. Hay que suponer, pues, que la muerte sorprendió a Ramsés V cuando la tumba había sido ya excavada y decorada hasta el pozo. Su sucesor la usurparía entonces, y decoraría la sala de pilares (de modestas dimensiones, con sólo cuatro columnas) con los tres textos funerarios antes empleados, y representaciones suyas acompañado de los dioses Ra-Horajti, Amón-Ra, Ptah, Jonsu, Meretseger y Toth. También aparece la divinidad triple de carácter funerario, Ptah-Sokaris-Osiris.

- El primer pasillo inferior (G) muestra en las paredes imágenes del Libro del Amduat, concretamente de las horas primera, segunda, tercera, sexta, séptima y octava del recorrido nocturno de la barca solar. En el texto se continúa la exposición del Libro de los Cielos. El siguiente pasadizo (H) mantiene la misma decoración, aunque recurre a las horas cuarta, quinta, octava y undécima del Amduat.

- La entrada a la antecámara (la sala I) muestra unas escenas muy extrañas que no se presentan en ninguna otra tumba. Un disco solar rodeado por cuatro enemigos que se ven atacados por serpientes provenientes del astro rey, o la figura de un hombre que tiene serpientes en lugar de piernas y un sol en lugar de la cabeza. Se ha pensado que podría tratarse de un espíritu o una deidad protectora, pero nada más se sabe sobre esta sorprendente figura.

- La antecámara propiamente dicha tiene inscritas numerosas advocaciones del Libro de los Muertos, así como alguna representación de Ramsés VI en la barca solar. Existe un bello himno a la diosa Maat y escenas de la resurrección de Osiris.

- La cámara sepulcral, como era de esperar, es la estancia con la decoración más profusa y hermosa de toda la tumba. Mientras que el techo está decorado por la diosa Nut y parte del Libro de los Cielos, las paredes están llenas del hasta entonces inédito Libro de la Tierra, así como del difunto monarca acompañado de los dioses Amón-Ra, Ptah, Anubis, Meretseger, Maat y Ptah-Sokaris-Osiris. En la cámara K vecina a la cripta hay un pequeño fragmento del Libro de las Puertas, y representaciones del difunto y de Nut sosteniendo la barca solar.

- Existen cerca de mil grafitos en total, sumando todas las habitaciones y pasillos de la tumba, lo que indica que estuvo completamente abierta durante muchos siglos. Se han encontrado, además de las frecuentes firmas en lenguas demótica, griega, latina y copta, también aparecen dialectos de turistas milenarios provenientes de Anatolia y Fenicia.

## Excavación

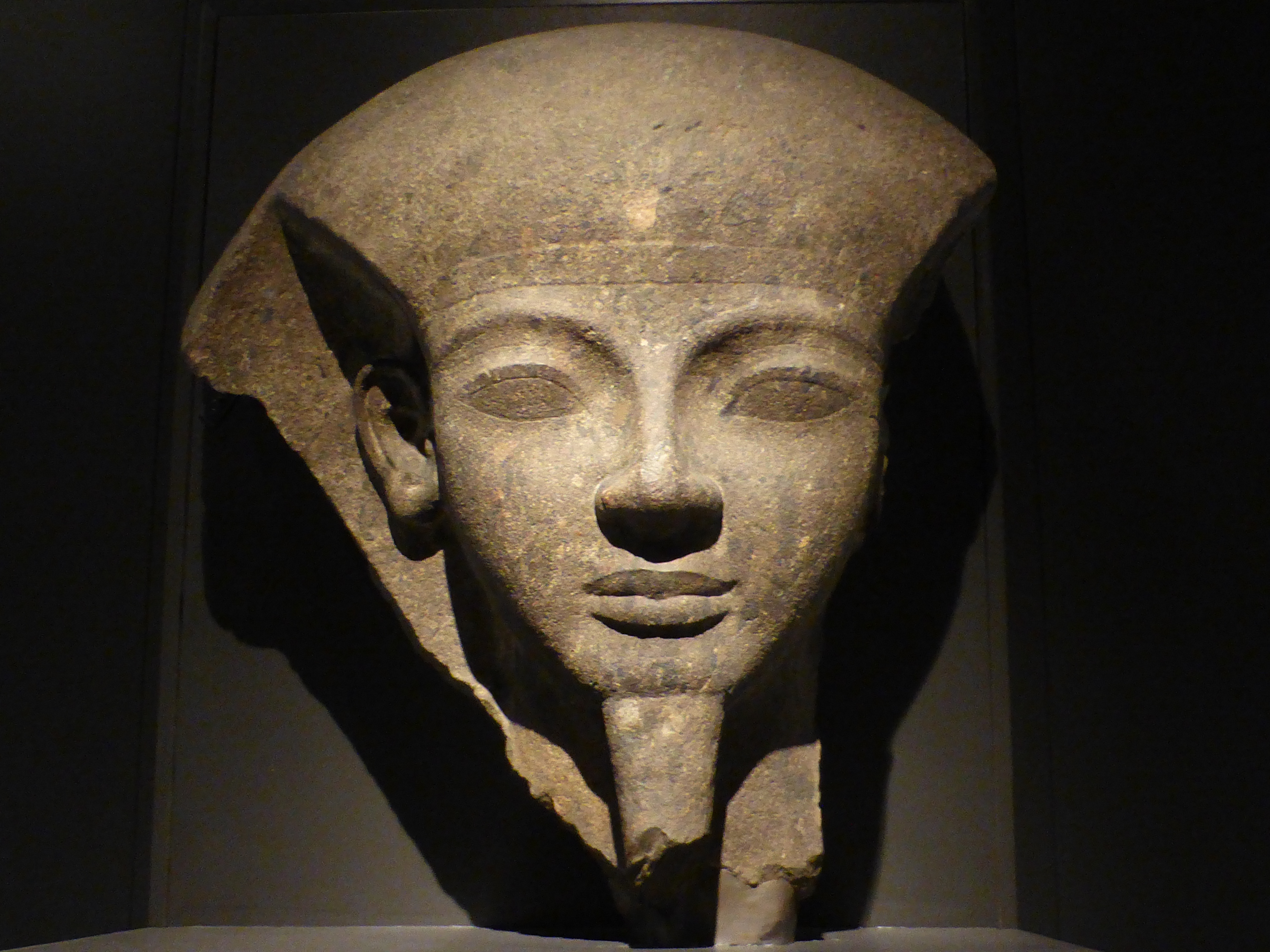
Tapa del sarcófago de Ramsés VI. Museo Británico.

De todas las tumbas del Valle abiertas en la antigüedad, KV9 es a todas luces la más visitada y la que mayor interés despertó entre los viajeros, llegando a bautizársela como la "Tumba de Memnón", creyendo que allí estaba enterrado el legendario rey hijo de la diosa Eos. Así, no es extraño que no se haya llevado a cabo ninguna excavación demasiado ardua, ya que el lugar estaba prácticamente despejado. No obstante, sabemos que en 1888 Georges Daressy trabajó en el lugar y encontró algunos pequeños fragmentos del ajuar funerario, vasijas o monedas pertenecientes a los turistas grecorromanos.
Como ya se ha dicho anteriormente, la tumba se halla en un estado de conservación envidiable, con sólo unos pocos daños producidos por las inundaciones hasta la cámara de pilares, y las pinturas no se han perdido tanto como en otros sepulcros. Al entrar en la cámara sepulcral se pudo ver el sarcófago exterior de granito rojo perteneciente a Ramsés VI, y dentro otro de conglomerado verde, cuya máscara está hoy expuesta en el Museo Británico de Londres. Del enterramiento de Ramsés V no hay ni rastro.

## Las momias reales
El primer interrogante -y quizás el más evidente- es saber quién o quiénes fueron los ocupantes definitivos de KV9. Si bien es cierto que la tumba fue construida y parcialmente decorada por y para Ramsés V, la muerte le sorprendió antes de ver los trabajos realizados, y Ramsés VI se aprovechó de la situación y se apropió del lugar. Ahora bien, ¿fue enterrado solo o junto a su antecesor?
No hay resto alguno que indique la presencia de Ramsés V en KV9, ni tampoco parece que hubiera espacio para dos grandes sarcófagos, lo que podría indicar que el monarca fue enterrado en otro lugar aún por determinar y que Ramsés VI ocuparía a sus anchas la tumba que en un principio no estaba destinada a él. El escaso conocimiento que tenemos de sus reinados hace imposible saber a ciencia cierta si hubo disputas familiares que provocaran que el sexto de los Ramsés anulase la memoria de su antecesor o simplemente fue un oportunista, pero es improbable que el recuerdo de Ramsés V fuera perseguido, ya que sigue habiendo en la propia tumba alguna representación suya. Así, no cabe más que decir que, con toda certeza, Ramsés VI sí fue enterrado en el lugar, pero de su sobrino y legítimo propietario nada se sabe.
Sea como fuere, y gracias a la previsión de los reyes-sacerdotes de la dinastía XXI, han llegado hasta hoy las momias de Ramsés V y VI, ambas halladas en el escondite de KV35, la tumba de Amenhotep II. Mientras que el primero está en un envidiable estado de conservación, el segundo ha parecido sufrir mucho a manos de los ladrones y durante su traslado.
El estudio de la momia de Ramsés V certifica que el monarca murió en torno a los treinta y cinco años de edad. El análisis de la piel (a simple vista se aprecian las numerosas vesículas en rostro, cuello y brazos, que son sus marcas habituales), indica que falleció de viruela, siendo el primer caso documentado de esta enfermedad. Por si esto no fuera poco, el faraón sufría de hernia inguinal y lo que es peor, se ha hallado un agujero en la cabeza que parece haber sido realizado poco antes de morir. ¿Un asesinato o una trepanación para calmar los dolores al desdichado monarca? No queda nada claro, pero analizando con cuidado la momia se pueden hallar hasta tres posibles causas de su fallecimiento.
En cuanto a Ramsés VI, su cuerpo está mucho más castigado. El antebrazo y la muñeca derechos están desgarrados. Huesos de la cadera fueron encontrados a la altura del cuello y, por si este desorden no fuera poco, también se halló entre los vendajes un brazo de Seti II y la mano de una mujer. Sin duda, los apresurados sacerdotes, en su tarea de envolver a las momias, no se dieron cuenta de que una de ellas se estaba llevando parte de sus selectos vecinos. En el momento de su muerte, el difunto parecía rondar los cuarenta a cincuenta años, pero la momia no deja datos demasiados claros sobre la causa del deceso. También se ha hallado un agujero en el cráneo de Ramsés VI, pero este fue practicado post mortem por ladrones a la búsqueda de valiosos amuletos.